# Scorpaena bulacephala
Scorpaena bulacephala és una espècie de peix pertanyent a la família dels escorpènids.

## Descripció
- Fa 8,8 cm de llargària màxima.[3]

## Hàbitat
És un peix marí, demersal i de clima subtropical que viu entre 86-113 m de fondària.

## Distribució geogràfica
Es troba al Pacífic sud-occidental: davant les costes de les illes Norfolk i Lord Howe, al nord de la mar de Tasmània.

## Observacions
És inofensiu per als humans.